# 로빈 존슨
로빈 존슨(Robin Johnson, 1964년 5월 24일 ~ )은 미국의 배우, 영화배우이다.

## 경력
타임스퀘어에서의 역할과 관련하여 로빈 존슨은 RSO가 그녀를 위해 영화 및 음악 프로젝트를 개발할 것이라는 이해를 바탕으로 로버트 스티그우드 오거나이제이션(Robert Stigwood Organization)과 독점 3년 계약을 체결했다. RSO는 존슨을 "여성 존 트라볼타"로 홍보하려고 했고, 그녀의 계약으로 인해 그녀는 경쟁 회사의 제안이나 오디션을 받아들이는 것이 법적으로 금지되었다. 따라서 존슨은 에이전트, 프로듀서 및 캐스팅 디렉터의 요청을 거절했지만 RSO가 그녀에게 약속한 프로젝트는 결코 결실을 맺지 못했다. 존슨은 RSO 계약이 만료되기를 기다리는 동안 은행원으로 일했고, 만료될 때까지 일자리 제안이 없었다. 존슨은 몇 가지 작은 영화 및 TV 역할을 맡았지만 1980년대 후반에 연기를 포기하고 로스앤젤레스 라디오 방송국에서 교통 기자로 일했다. 로빈 존슨은 앨런 모일(Alan Moyle) 감독과 함께 2000년 타임스퀘어 DVD 릴리스에 등장하는 오디오 해설에 기여했다.

## 영화
- 컬러드 하츠 (2017년)